# Citrato di calcio
Il  citrato di calcio è il sale di calcio dell'acido citrico. È una polvere bianca, inodore, solubile in acqua calda.
È ottenuto come prodotto intermedio nella produzione industriale dell'acido citrico: l'acido citrico nel liquido di fermentazione è neutralizzato con idrossido di calcio, dando luogo a un precipitato insolubile di citrato di calcio. Quest'ultimo è filtrato e lavato per ottenere il citrato di calcio puro, che può essere utilizzato tal quale, o convertito ad acido citrico utilizzando acido solforico diluito.
È usato, al pari del citrato di sodio, come additivo alimentare col numero (E333), soprattutto come conservante.
È presente in taluni integratori alimentari di calcio.